# Primeiro-ministro dos Emirados Árabes Unidos
O Primeiro-ministro dos Emirados Árabes (em árabe:رئيس وزراء دوله الامارات العربية المتحدة) é o chefe de governo dos Emirados Árabes Unidos. Tradicionalmente, tal função é exercida pelo Emir de Dubai – emirado mais populoso e segundo maior do país –, que cumula o cargo de Primeiro-ministro com o de vice-presidente dos EAU. 
O primeiro Primeiro-ministro, Maktoum bin Rashid Al Maktoum, assumiu o cargo em 9 de dezembro de 1971. Ele deixou o cargo em 25 de abril de 1979 e foi sucedido pelo seu pai Rashid bin Saeed Al Maktoum, o então vice-presidente. Após a morte de Rashid Al Maktoum em 1990, seu filho Maktoum Al Maktoum assumiu o cargo novamente. Após a morte do Sheikh Maktoum Al Maktoum em 2006, seu irmão mais novo Mohammed Al Maktoum, o atual primeiro-ministro, assumiu o cargo. Esta é uma lista dos primeiros-ministros dos Emirados Árabes Unidos:
| # | Nome                                                              | Retrato | Nascimento-Morte | Inicio do mandato       | Fim do mandato                  |
| - | ----------------------------------------------------------------- | ------- | ---------------- | ----------------------- | ------------------------------- |
| 1 | Maktoum bin Rashid Al Maktoum مكتوم بن راشد آل مكتوم (1º mandato) |         | 1943–2006        | 9 de dezembro de 1971   | 25 de abril de 1979             |
| 2 | Rashid bin Saeed Al Maktoum راشد بن سعيد آل مكتوم                 |         | 1912–1990        | 25 de abril de 1979     | 7 de outubro de 1990 (falecido) |
| 3 | Maktoum bin Rashid Al Maktoum مكتوم بن راشد آل مكتوم (2º mandato) |         | 1943–2006        | 7 de outubro de 1990    | 4 de janeiro de 2006 (falecido) |
| 4 | Mohammed bin Rashid Al Maktoum محمد بن راشد آل مكتوم              |         | 1949–            | 11 de fevereiro de 2006 | Presente                        |